# 五十二甲
五十二甲，是臺灣宜蘭縣五結鄉的一個傳統地域名稱，位於該鄉南部凸出部分的西側。相較於今日行政區，其範圍大致為利澤村西半部。

## 歷史
台灣清治末期，五十二甲地區為一街庄，稱為「五十二甲庄」，隸屬於利澤簡堡。該庄東與利澤簡庄為鄰，南與隆恩庄、奇武荖庄為鄰，西邊為補城地庄、三堵庄，北邊為鐤橄社庄。
1901年（日明治三十四年）11月，該庄隸屬於宜蘭廳，編入第十三區。1905年（明治三十八年）7月，該區改名為「利澤簡區」。1920年（大正九年），該庄改制為「五十二甲」大字，隸屬於臺北州羅東郡五結庄。
戰後五結庄改制為五結鄉，隸屬於臺北縣，大字亦改制為村。1950年10月，北、基、宜分治，五結鄉改隸屬於宜蘭縣。

## 聚落
本地區發展較早的聚落為五十二甲，在日治期初期的官方地圖上已有記載。

## 交通
省道台7丙線（親河路一段）是大同鄉牛鬥橋至利澤簡的幹道，大致以西北－東南走向繞弧形轉西向東經過五十二甲地區北部一小段邊界地帶。由該道路向西北可前往羅東、冬山西北部、三星、大同鄉牛鬥橋並止於省道台7線本線路口，向東可前往鐤撖社東南部並止於利澤簡聚落西北側不遠處的省道台2戊線路口。